# Jeremy Shamos
Jeremy Shamos (New York, 22 febbraio 1970) è un attore statunitense.

## Biografia
Nato a New York e cresciuto a Denver, Jeremy Shamos ha studiato all'Università di New York.
Ha cominciato a recitare a teatro alla fine degli anni novanta, facendosi apprezzare come interprete a teatrale a Broadway e nell'Off-Broadway, dove per le sue interpretazioni ha vinto un Obie Award nel 2005 ed è stato candidato a un Tony Award nel 2012. In campo televisivo è noto soprattutto per i ruoli di Johanes in Nurse Jackie - Terapia d'urto, Craig Kettleman in Better Call Saul e Dickie in Only Murders in the Building.
È sposato con l'attrice Nina Hellman e la coppia ha due figli.

## Filmografia parziale

### Cinema
- Dedication, regia di Justin Theroux (2007)
- Motel Woodstock (Taking Woodstock), regia di Ang Lee (2009)
- The Rebound - Ricomincio dall'amore (The Rebound), regia di Bart Freundlich (2009)
- La scomparsa di Eleanor Rigby (The Disappearance of Eleanor Rigby), regia di Ned Benson (2013)
- Birdman, regia di Alejandro González Iñárritu (2014)
- Magic in the Moonlight, regia di Woody Allen (2014)
- The Big Sick - Il matrimonio si può evitare... l'amore no (The Big Sick), regia di Michael Showalter (2017)
- Bad Education, regia di Cory Finley (2019)
- Ma Rainey's Black Bottom, regia di George C. Wolfe (2020)

### Televisione
- Fringe – serie TV, 1 episodio (1x15) (2008)
- Nurse Jackie - Terapia d'urto (Nurse Jackie) – serie TV, 6 episodi (2015)
- Better Call Saul – serie TV, 5 episodi (2015-2022)
- Evil – serie TV, episodio 1x09 (2019)
- The Undoing - serie TV (2020)
- Only Murders in the Building – serie TV, 7 episodi (2023)
- The Gilded Age – serie TV (2023)

## Doppiatori italiani
Nelle versioni in italiano delle opere in cui ha recitato, Jeremy Shamos è stato doppiato da:
- Francesco Meoni in Fringe
- Stefano Thermes in Birdman
- Massimo Bitossi in Better Call Saul
- Andrea Lavagnino in Only Murders in the Building
- Loris Loddi in Magic in the Moonlight
- Sergio Lucchetti in Ma Rainey's Black Bottom